# エヴァン・ウィリアムズ
エヴァン・クラーク・ウィリアムズ（Evan Clark Williams、1972年3月31日 - ）はアメリカ合衆国の起業家。Blogger、Twitter、Mediumなどを創業したシリアルアントレプレナーとして知られる。

## 少年時代と教育
ネブラスカ州クラークスの農場に生まれ育った。夏には農作物用の灌漑作業を手伝っていたという。 ネブラスカ大学に1年半通ったのち、キャリアを追求するためにキャンパスを去った。

## キャリア

### 初期のキャリア
大学を離れた後、テキサス州ダラスやオースティン、キーウェストといった地域にあったベンチャー企業でいくつかの技術系の仕事を経験して、しばらくした後またネブラスカの家族が待つ農場に戻ることとなる。1996年に技術系の出版会社で働くためにカリフォルニア州のソノマ郡にあるセバストポールという町に移り住んだが、これがティム・オライリーが設立したオライリーメディアだった。最初はオライリーにマーケティングのポジションで入社したが、後にプログラム・コードを書くフリーランスのプログラマーとなり、それが後にインテルやヒューレット・パッカードなどとのフリーランス契約を関係をもつきっかけとなった。

### Pyra LabsとBlogger
メグ・ホウリハンと共にプロジェクト管理ソフトをつくるためにPyra Labsを立ち上げる。これはノートテイキングの機能が主たる機能であり、後にまだ当時珍しかったブログを作成し管理するウェブ・アプリBloggerとなる。「ブロガー」という言葉を発明して、これがブログが世界で流行する牽引役を担ったとされる。後にPyraは主要な従業員が去った後も生き残り、2003年2月13日最終的にGoogleに買収されることになる。
Bloggerを普及させた功績として、HourihanやPaul BauschらといったPyraの元主要メンバーたちと共に2004年のPC Magazineの"People of the Year"に選ばれた。

### Odeo
2004年にGoogleを去り、ポッドキャスト会社であるOdeoを共同設立する。2006年の後半にはまたObvious社という新会社をビズ・ストーンと他の元Odeoの従業員たちと共に立ち上げ、この時Odeoの所有者からOdeoの全ての財産を買い戻している。2007年4月にOdeoはソニック・マウンテンに買収された。

### Twitter
Obvious社のプロジェクトの一つがTwitterであった。これは無料のソーシャルネットワーク兼マイクロブログサービスである。Twitterはウィリアムズを共同創設者兼取締役兼投資家として、単体でスピンアウトして2007年4月に新しい法人が設立される。2008年10月、ウィリアムズは取締役会の議長になった前任のジャック・ドーシーの代わりにTwitterのCEOに就任した。この交代については、ドーシーとウィリアムズとの間にあった確執が原因であり、ドーシーはウィリアムズにCEOの座を奪われたと言われている。2009年2月までには、「Compete.com」は自社の統計を基にTwitterを最も利用されているソーシャルネットワークの三番目にランクさせたが、この時の統計値は月間600万人のユニークビジター数と月間5500万人のサイト訪問だったとされる。Twitterは2010年4月14日の時点で世界に105,779,710人の登録ユーザーをもっており、毎日30万人の新規ユーザーを獲得している。ユニークビジター数は今や月間1.8億に達しており、そのトラフィックの75％はTwitter.comの外部からきているとされる。 2010年10月4日、CEOの座を降りた。（後任はディック・コストロ）

### Medium
2012年8月、ビズ・ストーン（Blogger, Odeo, Twitterの共同創業者）と共にブログサービス Medium を立ち上げた。

## 私生活
菜食主義者である。現在は妻であるサラ・モリシゲと一人の子供と共にサンフランシスコベイエリア近郊に住んでいる。

### スピーチ
- Odeo時代のスタンフォード大学でのスピーチ

### インタビュー
- Interview with Evan Williams at cnet.com
- Interview with Evan Williams at SuicideGirls.com
- Interview with Evan Williams at techcrunch.com
- Interview with Evan Williams at FastCompany